# Vizireni
Vizireni – wieś w Rumunii, w okręgu Buzău, w gminie C.A Rosetti. W 2011 roku liczyła 480 mieszkańców.